# Religión galo-romana

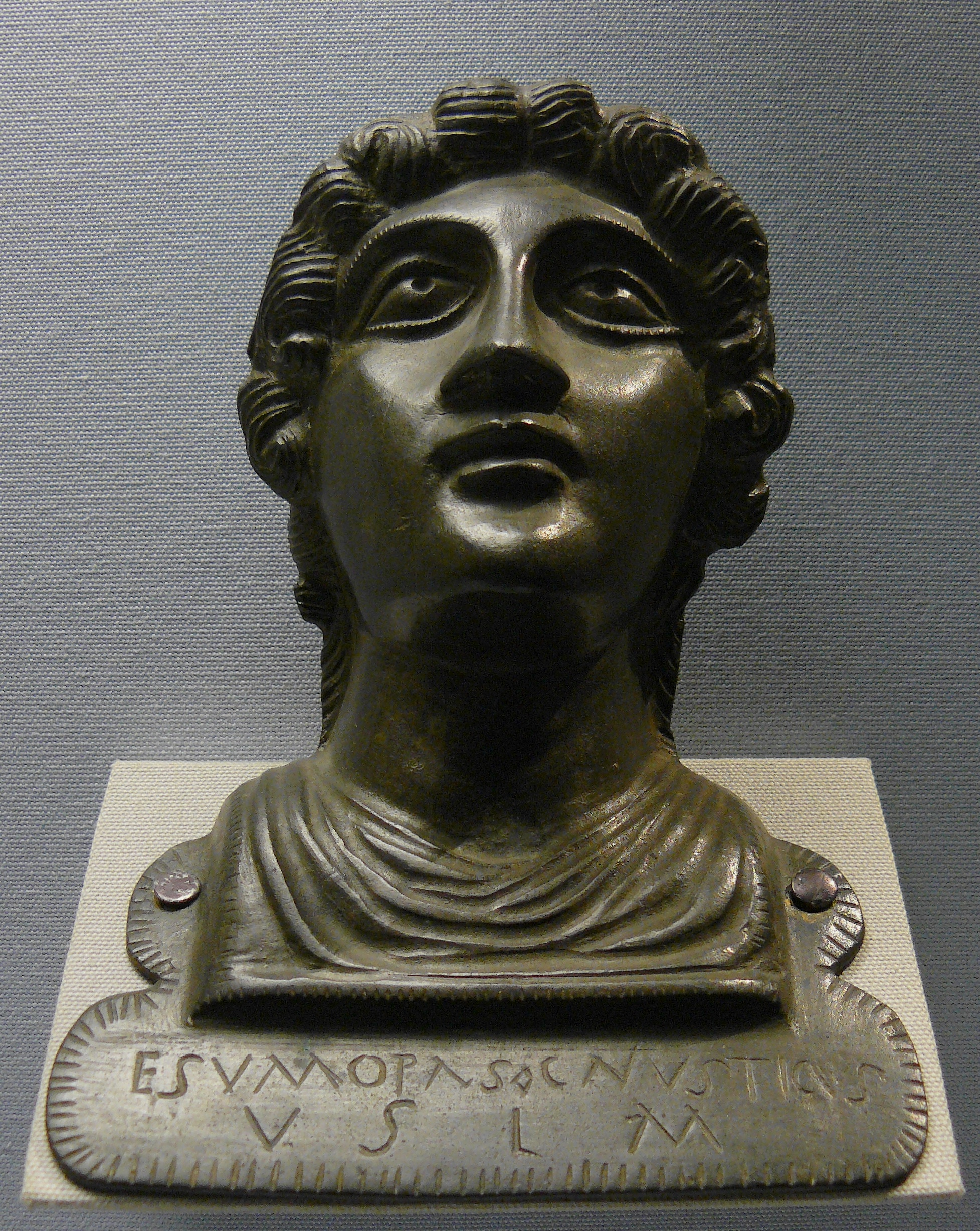
Una ofrenda a una deidad sin nombre

La religión galorromana fue una fusión de las prácticas religiosas tradicionales de los galos, el politeísmo celta, y las religiones romana y helenística introducidas en la región bajo el dominio imperial romano. Fue el resultado de una aculturación selectiva y una sincretización. 

## Deidades
En algunos casos, los nombres de las deidades galas se utilizaron como epítetos de las deidades romanas, y viceversa, como con Lenus Mars o Jupiter Poeninus . En otros casos, los dioses romanos recibieron parejas femeninas galas; por ejemplo, Mercurio se emparejó con Rosmerta, y Sirona se asoció con Apolo. En al menos un caso, el de la diosa equina Epona, los romanos también adoptaron una diosa celta nativa.
La Columna de Júpiter era un tipo distintivo de monumento religioso de la Galia romana y Germania, que combinaba un Júpiter ecuestre venciendo a un gigante (o, a veces, a Júpiter entronizado) con paneles que representaban a muchas otras deidades.
Las religiones mistéricas orientales penetraron en la Galia desde el principio. Estos incluían los cultos de Orfeo, Mitra, Cibeles e Isis . El culto imperial, centrado principalmente en el numen de Augusto, llegó a desempeñar un papel destacado en la religión pública de la Galia, más dramáticamente en el Santuario de los Tres Galos en Lugdunum.

## Prácticas
Las prácticas religiosas romanas, como las ofrendas de incienso y el sacrificio de animales, las inscripciones dedicatorias y las estatuas naturalistas que representan deidades en forma antropomórfica, se combinaron con prácticas galas específicas, como la circunvalación alrededor de un templo. Esto dio lugar a un fanum galorromano característico, identificable en arqueología por su forma concéntrica .